# 興玉神

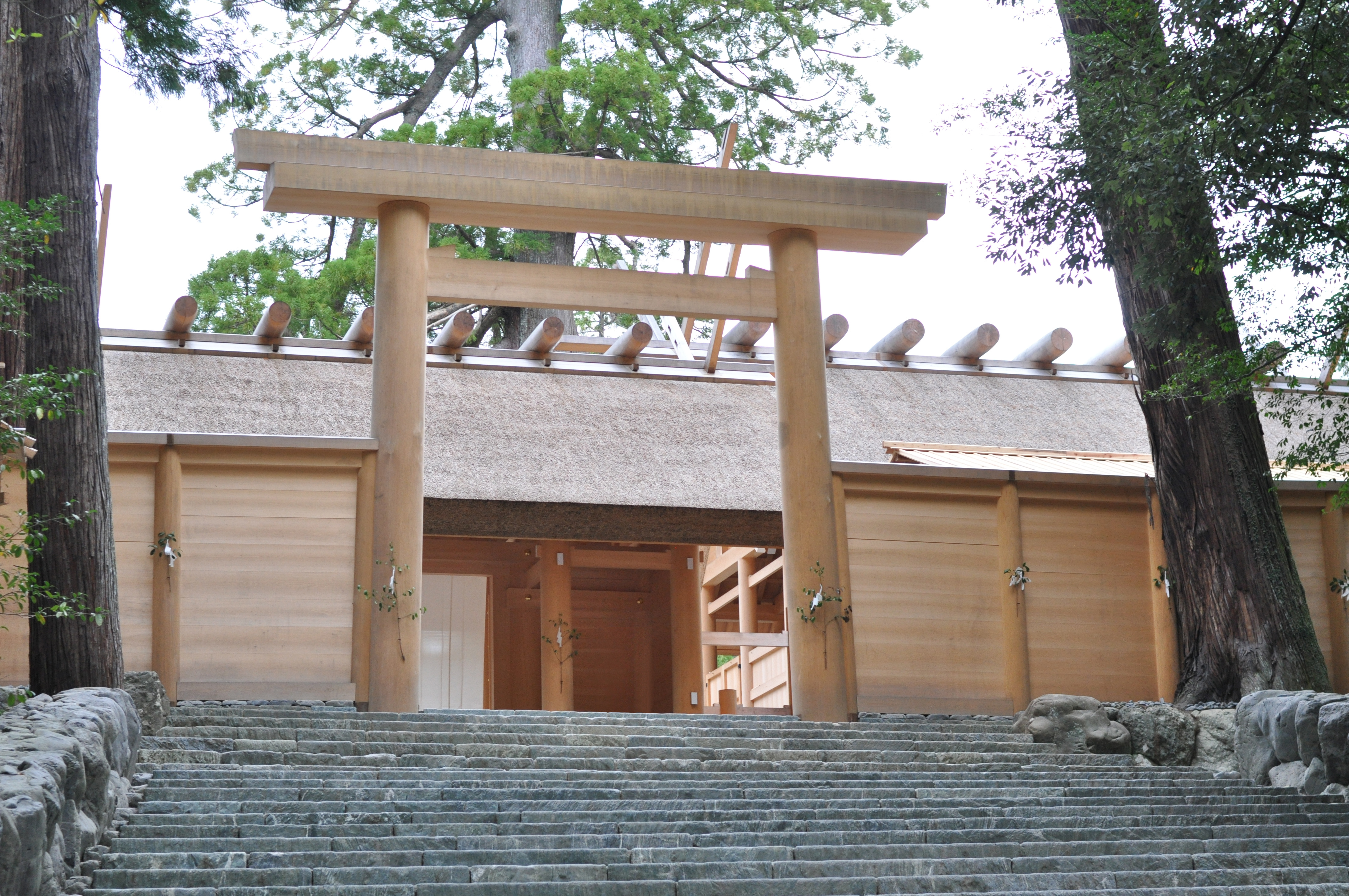
内宮の拝殿（この奥に3社が鎮座する）

興玉神（おきたまのかみ）は、三重県伊勢市に所在する伊勢神宮皇大神宮（内宮）の所管社およびその祭神。内宮の御垣内に鎮座する。本項目では、興玉神と同じく正宮御垣内に鎮座する、内宮所管社の宮比神（みやびのかみ）および屋乃波比伎神（やのはひきのかみ）についても記述する。
3社とも社殿を持たない神社であり、祭神は内宮の守護神である。

## 概要
三重県伊勢市宇治館町、内宮の御垣内に鎮座する。御垣内には一般参拝者が立ち入ることはできないため、付近の参道から遥拝する。内宮の御垣内にあるため、式年遷宮で内宮が遷御するのに合わせて、20年に1度、3社も移動する。
3社のうち、興玉神と宮比神は同じ石畳の上に祀られている。ただし、興玉神は西向きに、宮比神は北向きに鎮座している。

## 興玉神
興玉神は、内宮の所管社30社のうち、滝祭神に次ぐ第2位である。御垣内の西北隅にある石畳の上に西向きに鎮座する。6月と12月の月次祭および10月の神嘗祭の際には、奉仕する者全員が、まず興玉神に誠心誠意奉仕することを祈念する。
祭神は社名と同じ興玉神（おきたまのかみ）。正宮の守護神である。『神名秘書』によれば、猿田彦大神またはその子孫である大田命の別名であるという。鎌倉時代には宮域の地主神・猿田彦大神として興玉神を祀り、神嘗祭と月次祭の御贄供進の際に祭祀が行われ、重視されてきた。

## 宮比神
宮比神は、内宮の所管社30社のうち、滝祭神・興玉神に次いで第3位である。御垣内の西北隅にある石畳の上に北向きに鎮座する。建久（1190年 - 1198年）の年中行事に関する記録によれば、内物忌父ら（大物忌父・宮守物忌父・地祭物忌父ほか）が神饌を供する役目を担った。御垣内の乾（北西）の方角にあり、内物忌父らが奉仕することは、巽（南東）の方角にあり、外物忌父らが奉仕する屋乃波比伎神と対照をなしていた。近世には外物忌父は絶えており、こうした対照は意味をなさなくなった。
祭神は社名と同じ宮比神（みやびのかみ）。正宮の守護神である。大宮売命（おおみやのめのみこと）または猿田彦大神の妻である天鈿女命の別名であるという。

## 屋乃波比伎神
屋乃波比伎神は、内宮の所管社30社のうち、滝祭神・興玉神・宮比神に次ぐ第4位である。御正宮の石階（せっかい）東側に、南向きに鎮座する。興玉神・宮比神と同じく石畳の上に祀られており、板垣御門の外側に鎮座する。建久の年中行事に関する記録によれば、外物忌父ら（荒祭物忌父・滝祭物忌父・風宮物忌父ほか）が神饌を供する役目を担った。御垣内の巽（南東）の方角にあり、内物忌父らが奉仕することは、乾（北西）の方角にあり、内物忌父らが奉仕する宮比神と対照を成していた。近世には外物忌父は絶えており、禰宜らが「矢乃箒神祭」を奉仕した。
祭神は社名と同じ屋乃波比伎神（やのはひきのかみ）。正宮の神庭の守護神である。『古事記』には須佐之男命（すさのおのみこと）の子である大年神の子の中に「波比伎神」がいる。「矢乃波々岐神」とする文献もあるが、屋乃波比伎神と同じ神であろうと櫻井勝之進は述べている。

## 歴史
延暦23年（804年）の『延暦儀式帳』には記載されていないが、平安時代末期の文献には3社の名前が記されている。興玉神・宮比神は現社名と同じであるが、屋乃波比伎神は「矢乃波々岐神」となっている。
興玉神・宮比神は寛文9年（1669年）以降、内宮の内玉垣外の北西の位置に鎮座したが、明治2年（1869年/1870年）からは板垣内北西端に鎮座することとなった。

## 交通
宇治橋前までの交通手段
- JR参宮線・近鉄山田線伊勢市駅南口（JR側）または近鉄山田線・鳥羽線宇治山田駅より三重交通バスに15分ほど乗車、内宮前下車[8]。近鉄鳥羽線五十鈴川駅からも三重交通バスで内宮前へ行くことが可能である。
- 伊勢自動車道伊勢西ICより三重県道32号伊勢磯部線（御木本道路）を南へ約5分または伊勢ICより国道23号を南へ約5分、付近に駐車場あり[8]。